# Anju, Suining
Anju är ett stadsdistrikt i Suining i Sichuan-provinsen i sydvästra Kina.